# Hannes Norberg
Hannes Norberg (* 1969 in Worms am Rhein) ist ein deutscher bildender Künstler.

## Leben und Werk
Von 1991 bis 1998 studierte er Freie Kunst an der Kunstakademie Düsseldorf und wurde Meisterschüler bei Christian Megert und Gerhard Merz. Seit 1996 mehrmonatige Arbeitsstipendien für Paris, New York, Florenz, Xiamen, Quanzhou, São Paulo und Seoul. 2002 erhielt er den Villa-Romana-Preis. Hannes Norberg lebt und arbeitet in Düsseldorf.

## Ausstellungen (Auswahl)
- 2002 „heute bis jetzt – zeitgenössische Fotografie aus Düsseldorf“, Museum Kunstpalast, Düsseldorf
- 2006 „Hotel Kristall“, Galerie Aurel Scheibler, Köln
- 2006 Galerie Asim Chughtai, Berlin
- 2007 Galerie Lionel Hustinx, Liège
- 2007 „New Talents“ Art Cologne, Köln
- 2008 „New Talents“, Art Brussels, Brüssel
- 2010 Galerie Drei, Köln
- 2011 „Prozesskunst“, Raketenstation Museum Insel Hombroich, Neuss
- 2012 „Thaumel ins All (Chorweiler Panorama)“, Simultanhalle, Köln
- 2013 „Neblina no outro lado da rua“, estemp, São Paulo
- 2017 „Moving Shadows“ Hongcheon Art Museum, Hongcheon
- 2017 Kunstraum Lange Strasse, Frankfurt am Main (mit Peter Roehr)